# マシュー・エリオット・オア
マット・オア（Matt Orr）こと、マシュー・エリオット・ウィン・カイ・チン・オア（英語: Matthew Elliot Wing Kai Chin Orr, 中国語: 安永佳、1997年1月1日 - ）は、香港（旧イギリス領香港）西営盤出身のプロサッカー選手。深圳新鵬城足球倶楽部所属。ポジションはFW。香港代表。

## 経歴
香港で生まれ育ち、11歳の時に地元のクラブチームの傑志体育会のアカデミーに加入した。3年後にアメリカ合衆国に渡り、サッカー教育をさらに進めるためにIMGアカデミーに入学したが、毎年夏に香港に戻り傑志でトレーニングを続けていた。
2016年、サンフランシスコ大学に進学、WCCオール・フレッシュマンチームに選出された。2017年には中心メンバーとして活躍、チームのウェストコーストカンファレンス優勝に貢献した。
2019年1月、シラキュース大学へ転校した。
2019年7月3日、傑志体育会に加入する事が発表された 。12月27日、香港に戻り、ユース時代に所属していた傑志と契約を交わした 。
2020年2月11日、サップリングカップの標準流浪戦でプロデビューを果たした。11月22日に行われた香港プレミアリーグの試合で初得点を決めた。
2022年8月31日、中国サッカー・甲級リーグの広西平果哈嘹足球倶楽部へ完全移籍で加入した。

## 代表歴
12歳のとき、世代別の香港代表に選出された。アジア競技大会のU-23香港代表に初招集された 。
2019年、広東・香港カップの香港代表に選ばれ、セカンドレグでゴールを決めたが、その後の暴力行為で退場処分となった。
2020年、モンゴルのウランバートルで開催されたAFC U-23選手権・予選のメンバーに選出された。3試合全てに先発出場し、アシストも記録した。
2020-21シーズンの香港プレミアリーグで印象的な活躍をした後、2022 FIFAワールドカップ・アジア2次予選のイラン、イラク、バーレーン戦のメンバー25人に選出された。2021年6月3日のイラン戦で国際デビューを果たし、香港代表として初ゴールを決めた。
2022年アジア競技大会でOA枠としてU-23香港代表に選出、U-23パレスチナ戦で先制点を決め、U-23イラン戦でアシストを記録した。
EAFF E-1サッカー選手権2025の初戦となった日本戦では59分にセットプレーからヘディングでゴールを決めて香港代表にこの大会初の得点を付けた。また、この得点はこの大会で優勝した日本に唯一の失点を付けることとなった。

## 人物
香港でニュージーランド人の父と中国人の母の間に生まれ育った。また、ニュージーランドのパスポートを所持している。